# آربوگا (کالیفرنیا)

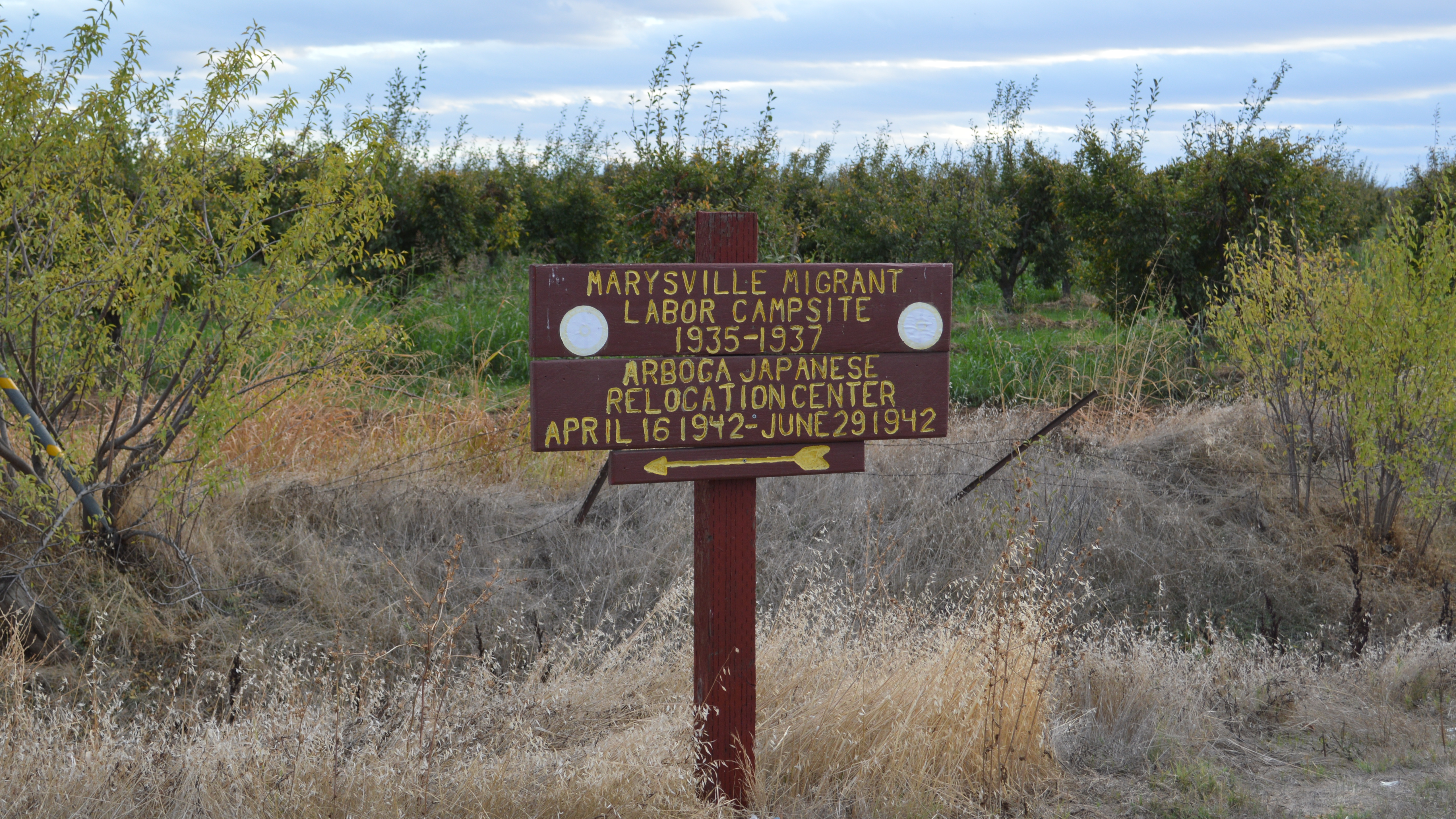
آربوگا

آربوگا (به انگلیسی: Arboga) یک منطقهٔ مسکونی در ایالات متحده آمریکا است که در شهرستان یوبا، کالیفرنیا واقع شده‌است. آربوگا ۱۷ متر بالاتر از سطح دریا واقع شده‌است.